# ناحیه براسویل، شهرستان گراندی، ایلینوی
ناحیه براسویل (به انگلیسی: Braceville Township) یک منطقهٔ مسکونی در ایالات متحده آمریکا است که در شهرستان گراندی، ایلینوی واقع شده‌است. ناحیه براسویل ۱۷۴ متر بالاتر از سطح دریا واقع شده‌است.